# Grammoptera auricollis
Grammoptera auricollis — жук из семейства усачей и подсемейства Усачики.

## Описание
Жук длиной от 5 до 9 мм. Время лёта взрослого жука с мая по июнь.

## Распространение
Подвид Grammoptera auricollis bipustulata эндемик Южной Греции (Пелопоннес).

## Экология и местообитания
Жизненный цикл вида, возможно, длится два года. Кормовые растения лиственные деревья рода дуб (Quercus).